# Сноведь (село)
Снове́дь (до 1891 — Снове́дский заво́д) — село в городском округе город Выкса Нижегородской области России на берегу Сноведского пруда на одноимённой реке. Входит в состав АТО рабочий посёлок Виля.
Население — 265 (2010) чел.
До 1891 г. на месте села располагался посёлок мастеровых крестьян Сноведского железного (горного) завода Ивана Баташёва. От завода к настоящему времени остались заводской пруд (1784) и уникальная заводская деревянная православная церковь (1800) в стиле классицизм с элементами барокко, имитирующая каменную архитектуру.

## История
В XVIII—XIX веках область Средней Оки являлась одним из центров металлургического производства в России. Существование металлургического производства здесь связано, прежде всего, с династией крупных промышленников Баташёвых. Более всего стали известны туляки Андрей Родионович († 1799) и Иван Родионович († 1821) Баташёвы. Во второй половине XVIII века Баташёвы перенесли своё дело в бассейн Средней Оки, где к тому времени были разведаны залежи железной руды. Кроме того, в этом районе имелись в изобилии необходимые для разворачивания производства лес и гидроэнергетические ресурсы. В 1755 г. братьями Баташёвыми был построен первый за пределами Тульской губернии завод на реке Унже (около Елатьмы, Рязанская область). За этим в 1759 г. последовал Гусский (Гусевский) завод (ныне Гусь-Железный, Рязанская область). Так было положено начало Приокскому горному округу, получившему название Баташёвского. В 1755 г. доля Баташёвых в экспорте железа из России составляла 1 %, а в 1757 г. — уже 7,5 %. В 1766 г. был пущен завод на Выксуне, в 1770 г. — на Велетьме.
На гербе уездного города Ардатова, утверждённом в 1781 году, были уже изображены два молота «в знак нахождения в окрестностях города железных заводов». С 1783 г. центром владений Андрея Родионовича Баташёва стал Гусский завод, Ивана Родионовича — Выксунский. В конце XVIII века братья продолжали, теперь уже порознь, расширять производство и основывать новые предприятия. Иваном в 1784 г. был пущен Сноведский завод.
29 июня 1795 г. на заводе проживали 191 мужчина-мастеровой, 127 неработающих мужского пола и 349 женщин, в том числе вновь родившиеся 117 мальчиков и 127 девочек, а также 72 женщины, попавшие на завод, выйдя замуж за здешних мастеровых. Изначально в 1784 г. было переведено на завод 122 мастеровых, 92 неработающих мужского пола, 65 дочерей и 102 женщины, из них к 1795 г. 1 молотовый подмастерье с Унженского завода был сдан в рекруты, умерло 24 человека (2 мастеровых, 10 неработающих мужского пола, 4 дочери и 8 женщин) и 5 дочерей покинули завод в целях заключения брака. По географии большинство изначально прибывших на завод происходили из деревни  Ляпуховки Ардатовского уезда: 193 чел. (70 мастеровых, в том числе примерно половина всех работающих с молотами, на домнах, плотников, две трети литейщиков, сторожей, все угольщики, и 123 члена их семей),— из Меленковского уезда — 127 чел. (38 мастеровых и 89 членов их семей): из деревни Чёрной — 48 чел. (13 мастеровых), Мотмоса — 36 чел. (9 мастеровых), Песочной — 25 чел. (5 мастеровых), из села Дмитриевых Гор — 8 чел. (5 мастеровых), из деревни Антоповой — 4 чел. (2 мастеровых), из Грязной — 3 чел. (1 кузенный ученик), Кулаков — 2 столяра, Кашки́нки — 1 слесарь,— с Унженского железного завода Елатомского уезда — 59 чел. (14 мастеровых, в основном работающих с молотами и на домнах, и 45 членов их семей).
По профессиям мастеровые первой волны 1784 года (122 человека) распределялись следующим образом: с молотами работали 37 мастеровых (15 мастеров, 20 подмастерий, 2 ученика и 1 сторож), у домен работали 27 чел. (5 мастеров, 7 подмастерий, 1 работник и 14 доменных засыпок), литьём занимались 19 чел. (9 мастеров и 10 подмастерий), в кузне работало лишь 3 чел. (2 кузнеца и ученик), имелся 1 мастер глиняного литья, 10 плотников, 3 столяра, 1 слесарь, 1 конторский сторож и 9 заводских сторожей, с углем были связаны 10 мастеровых (1 угольный мастер и 9 жощиков). К 1795 году повзрослевшие сыновья мастеровых также стали выходить на работу на завод, пополнив ряды молотовых учеников на 23 чел., литейных учеников на 20 чел., литейных подмастерий на 4 чел., литейных обсетчиков на 5 чел., литейных чистильщиков на 9 чел., кузенных учеников на 5 чел., 1 ученик появился и у мастера глиняного литья, а у домен число работников не изменилось.
В 1859 г. Сноведский завод был вторым по численности населённым пунктом (4714 чел.) Ардатовского уезда — первое место занимал Выксунский завод (уездный город был только на третьем месте) — и восьмым по численности населённым пунктом Нижегородской губернии (уступая лишь губернскому центру, Арзамасу, селу Павлово, Починкам, сёлам Богородскому и Лысково и Выксунскому заводу). В 1863 году на заводе было произведено 221 тыс. пудов чугуна и 9,6 тыс. пудов железа. Сноведский завод специализировался на выпуске чугуна и литье чугунных изделий. При упоминании изделий Выксунской группы заводов обычно не уточнялось, где именно изготовлена та или иная вещь, но очень велика вероятность, что именно на Сноведи были отлиты высококачественные художественные изделия, прославившие баташёвское производство: скульптуры для Триумфальных арок Москвы и Петербурга в честь героев 1812 года, квадрига Аполлона на Большом театре и многое другое.
В 1891 году завод был закрыт по причине востребованности труда рабочих при расширении производства на Выксунском заводе. План нового владельца Лессинга предусматривал реконструкцию заводов, но на них не хватало рабочих. Прежнего дешёвого источника рабочей силы в лице крепостных мастеровых с 1861 г. более не существовало, необходимо было либо использовать уже имеющиеся людские ресурсы, либо заниматься долговременным поиском рабочих со стороны. Лессингом было принято решение пожертвовать более отдалённым, хотя и высоко специализированным литейным Сноведским заводом для воплощения проекта по расширению Выксунского завода. Таким образом, Сноведский завод был закрыт и все рабочие были переустроены на Выксунский завод.

## Общая физико-географическая характеристика
Географическое положение
По автомобильным дорогам расстояние до областного центра — города Нижнего Новгорода — составляет 220 км, до окружного центра — города Выксы — 27 км. Село располагается на одноимённой реке. Абсолютная высота — 104 метра над уровнем моря.
Часовой пояс
Сноведь, как и вся Нижегородская область, находится в часовой зоне МСК (московское время). Смещение применяемого времени относительно UTC составляет +3:00.

## Население
| 1784 | 1795 | 1834  | 1850  | 1857  | 1859  | 1999 |
| ---- | ---- | ----- | ----- | ----- | ----- | ---- |
| 379  | ↗686 | ↗3354 | ↗3923 | ↗4148 | ↗4714 | ↘312 |
| 2002 | 2010 |       |       |       |       |      |
| ↗320 | ↘265 |       |       |       |       |      |

Этно-языковой состав
Согласно результатам переписи 2002 года, в этнической структуре населения русские составляли  98 % из 320 человек.